# Anemarrhena
Anemarrhena je monotipski biljni rod iz porodice šparogovki, dio je potporodice saburovki. Jedina vrsta je A. asphodeloides, zimzeleni višegodišnji hemikriptofit iz Kine i Mongolije
Hermafrodit, naraste do pola metra visine. Cvjeta od kolovoza do rujna.
U Kini je poznata kao zhi mu (知母) i koristi se u tradicionalnoj medicini za liječenje raznih bolesti.

## Sinonimi
- Terauchia Nakai
- Terauchia anemarrhenifolia Nakai